# Edith Carlmar
Edith Carlmar (* 15. November 1911 in Kristiania als Edith Mary Johanne Mathiesen; † 17. Mai 2003 ebenda) war eine norwegische Schauspielerin, Aufnahmeleiterin und Norwegens erste weibliche Filmregisseurin. In den Jahren zwischen 1949 und 1959 schuf sie 10 Spielfilme, die alle zum Kassenschlager wurden, darunter Norwegens erster Film Noir Døden er et kjærtegn (Death is a caress, 1949). In ihrem letzten Film Ung flukt (Die jungen Sünder, 1959) trat erstmals Liv Ullmann in einer tragenden Rolle auf. Edith Carlmar wird als erfolgreichster norwegischer Filmregisseur bezeichnet. Ihre Filme stellten meist selbstbewusste Frauen ins Zentrum einer erotisch aufgeladenen Handlung.   

## Leben
Carlmar wuchs in einer armen Familie im Arbeiterbezirk von Kristiania (heute Oslo) unter schwierigen ökonomischen Bedingungen auf. Zeitweise musste sie bei Pflegeeltern wohnen, weil ihre Mutter das nötige Geld für ihre Erziehung nicht aufbringen konnte. Im Umfeld ihrer Mutter befanden sich jedoch viele Künstler und Schauspieler, sodass sie schon früh Kontakte zur Künstlerszene Kristianias knüpfen konnte. Schon in frühen Jahren nahm sie Tanzklassen und hatte mit 15 Jahren ihren ersten Auftritt in der Varieteszene in Kongshavn Bad in Oslo. Wenig später traf sie auf Otto Carlmar, einen Bekannten ihrer Mutter, den sie drei Jahre später heiratete. Otto Carlmar sollte auch alle ihre Filme produzieren. Ab 1936 wurde sie ans Det Nye Teater in Oslo engagiert und arbeitete dort 17 Jahre. Über ihre Kollegin Lillebil Ibsen lernte sie den norwegischen Regisseur Tancred Ibsen kennen. Ihr Interesse am Film war schnell geweckt und Ibsen engagierte sie für seinen Film Tørres Snørtevold (1940) als Produktionssekretärin.
Während des Zweiten Weltkriegs wechselte Edith Calmar mehrmals zwischen der Arbeit am Theater und beim Film. Sie war Aufnahmeleiterin für mehrere Filme, darunter Bastard und Vigdis(Regisseur Helge Lunde), Hansen og Hansen (1941, Regisseur Alfred Maurstad) und Det æ'kke te å tru (Regisseur Toralf Sandø). 1943 zog sie sich aus der nazifizierten Filmproduktion komplett zurück, kehrte aber nach 1946 als Aufnahmeleiterin für den Film Et spøkelse forelsker seg (Regisseur Tancred Ibsen) ins Filmleben zurück.   
1946 erhielt sie ein Stipendium der Kommunale Kinematografers Landsforbund (KKL) und reiste nach Großbritannien, um dort Regie und Aufnahmeleitung zu studieren. Dort hielt sie sich zu Studienzwecken für drei Monate in den Denham Studios bei London auf, wo sie die Aufnahmen von Roy Boultings Film Fame is the Spur (1947) mit Michael Redgrave als Hauptdarsteller verfolgte.
1949 gründeten Edith und Otto Calmar die Produktionsfirma Carlmar Film A/S mit Edith als Direktorin und Otto als Produzenten. Sie begannen mit dem Schreiben von Drehbüchern, der Regie und der Produktion von insgesamt 10 Filme in einer Zeitspanne von zehn Jahren. Neun dieser Filme wurden von Carlmar Film A/S produziert, der Film Slalom under himmelen (Slalom under the Sky) durch die Polar Film A/S. Daneben hatte sie Skript und Video für sieben Dokumentarfilme produziert. 
Nach 1959 arbeitete Edith Carlmar als Regisseurin für Kurzfilme, als Schriftstellerin und Bibliothekarin an der Kunsthochschule Oslo, bevor sie mit 70 Jahren in den Ruhestand ging. Edith Carlmar starb am 17. Mai 2003 im Alter von 92 Jahren.

## Filmografie

### Schauspielerin
- 1948: Den hemmelighetsfulle leiligheten
- 1951: Skadeskutt
- 1953: Ung frue forsvunnet
- 1957: Fjols til fjells
- 1962: Nå gjør vi så...!
- 1963: Freske fraspark
- 1973: Jentespranget
- 1973: Lina's Wedding
- 1974: Olsenbanden møter Kongen & Knekten
- 1990: Svampe
- 1996: Gåten Knut Hamsun

### Regisseurin
- 1949: Døden er et kjærtegn (Death is a Caress)
- 1951: Skadeskutt
- 1953: Ung frue forsvunnet
- 1954: Aldri annet enn bråk (Nothing but Trouble)
- 1955: Bedre enn sitt rykte
- 1956: På solsiden
- 1957: Slalåm under himmelen
- 1957: Fjols til fjells
- 1958: Lån meg din kone
- 1959: Ung flukt (The Wayward Girl)

#### Kurzfilme
- 1953: Sonja!
- 1953: Langåra – et ferieparadis
- 1953: Vann og kloakk
- 1954: Oslo Bymuseum
- 1954: Kirker i Oslo
- 1955: Sunnmøre
- 1965: Bak kulissene